# ویگولتسونه
ویگولتسونه (به ایتالیایی: Vigolzone) یک کومونه در ایتالیا است که در استان پیاچنزا واقع شده‌است.

## خصوصیات
ویگولتسونه ۴۲٫۳ کیلومترمربع مساحت و ۳٬۷۷۳ نفر جمعیت دارد و ۱۵۱ متر بالاتر از سطح دریا واقع شده‌است.